# Rio Brazos
O Rio Brazos, chamado Rio de los Brazos de Dios pelos antigos exploradores espanhóis, é o 11º rio mais longo dos Estados Unidos da América com 1 280 milhas (2 100 km) entre a nascente (Blackwater Draw, Condado de Curri, Novo México) até desaguar no Golfo do México. É também um dos mais importantes do Texas.
Em 1849, ano da fundação da cidade de Waco, foi estabelecido um serviço de balsas que cruzava os Brazos, o que fez de Waco um importante ponto de acesso ao oeste estadunidense.

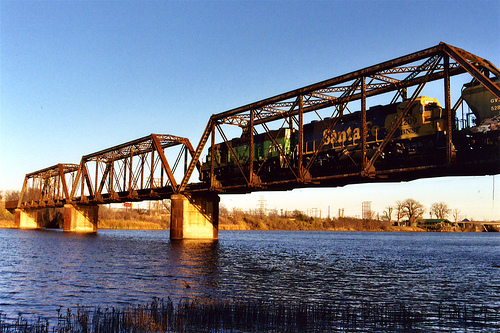
Ponte ferroviária sobre o Rio Brazos em Waco, Texas.